# Guri Melby
Guri Melby (ur. 3 lutego 1981 w Orkdal) – norweska polityk i działaczka samorządowa, przewodnicząca liberalnej partii Venstre (od 2020), minister edukacji (2020–2021).

## Życiorys
Ukończyła szkołę średnią w rodzinnej miejscowości, a w 2007 uzyskała magisterium ze skandynawistyki na Norweskim Uniwersytecie Naukowo-Technicznym. Pracowała jako nauczycielka i wykładowczyni akademicka. Zaangażowała się w działalność partii Venstre. Była radną w Orkdal (1999–2007) i w Trondheim (2007–2011). W latach 2011–2012 była doradczynią ministra edukacji. Dołączyła do zarządu partii, przewodniczyła też jej komitetowi programowemu. W latach 2013–2015 wchodziła w skład władzy wykonawczych Oslo, gdzie odpowiadała za środowisko i transport. Następnie do 2018 zasiadała w radzie miejskiej norweskiej stolicy.
Od 2013 zastępczyni poselska, w Stortingu pracowała w latach 2018–2020 (zastępowała w nim Trine Skei Grande). W marcu 2020 dołączyła do rządu Erny Solberg jako minister edukacji. We wrześniu tegoż roku wybrana na funkcję przewodniczącej Venstre (w miejsce Trine Skei Grande). W wyborach w 2021 uzyskała mandat deputowanej. W październiku tegoż roku zakończyła pełnienie funkcji rządowej.